# Nora Heysen
Nora Heysen, né le 11 janvier 1911 et morte le 30 décembre 2003, est une artiste australienne, reconnue pour ses portraits et ses natures mortes. Elle est la première femme à remporter le prix Archibald en 1938 et la première femme australienne nommée artiste de guerre officielle.

## Jeunesse
Nora Heysen est la quatrième enfant du peintre paysagiste (plus tard Sir) Hans Heysen et de sa femme Selma Heysen (née Bartels). Elle nait et grandit dans une maison appelée The Cedars (Les Cèdres) à Hahndorf, dans les collines d'Adélaïde, en Australie Méridionale. Elle étudie l'art de 1926 à 1930 à l'école des Beaux-Arts d'Adélaïde, auprès de F. Millward Gray, où elle reçoit un enseignement académique, apprenant à dessiner à partir de modèles vivants et moulages en plâtre.
Elle vend des peintures à la Art Gallery of New South Wales et à la Art Gallery of South Australia dès 1930 alors qu'elle est seulement âgée de 20 ans. De 1930 à 1933, elle continue d'étudier deux jours par semaine à l'École et travaille dans son propre studio le reste du temps. En 1931, elle visite Sydney avec ses parents et passe deux semaines à étudier à la Julian Ashton Art School.

## Débuts de carrière

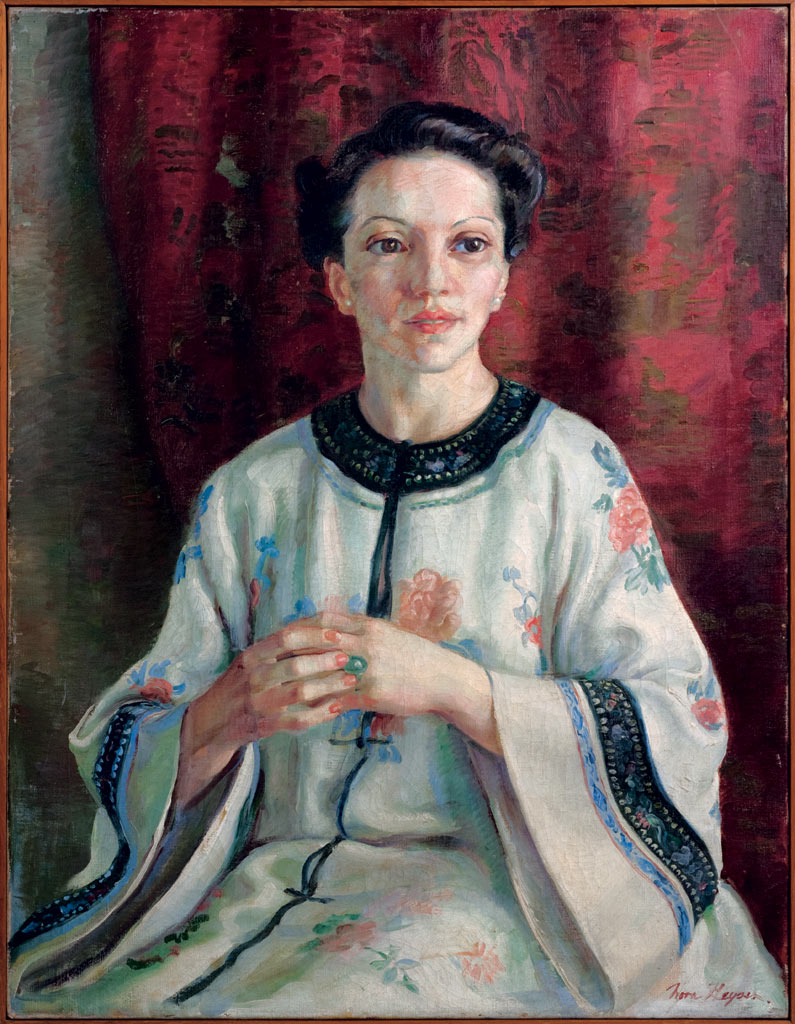
Portrait peint par Nora Heysen de Mme Elink Schuurman, 1er prix de l'Archibald prize en 1938

La première exposition personnelle de Heysen a lieu à Adélaïde en 1933 où elle présente des portraits, des natures mortes et de nombreux dessins. Elle rencontre un certain succès, vendant pratiquement toutes ses œuvres, dans le contexte difficile de la Grande Dépression.
La même année, elle reçoit le prix Melrose récompensant des portraitistes.
En 1934, elle se rend à Londres avec sa famille, et reste seule en Europe jusqu'en 1937 pour étudier et peindre. Elle entre à la Central School de Londres ou elle étudie auprès de Bernard Meninsky, James Grant, Alfred Turner et John Skeaping. Puis, elle s'inscrit pour six mois à la Byam Show School  et se forme auprès d'Ernest Jackson.
Quand elle revient en Australie, elle retourne brièvement à Adélaïde, puis déménage à Sydney.

## Prix Archibald
En 1938, elle inscrit deux portraits au prix Archibald. Son portrait de Madame Elink Schuurman remporte le prix et elle devient ainsi la première femme à remporter l'Archibald. Toutefois, une controverse éclate, sa victoire étant critiquée par le peintre Max Meldrum pour qui aucune femme ne peut égaler un homme en matière d'art.

## Artiste de guerre

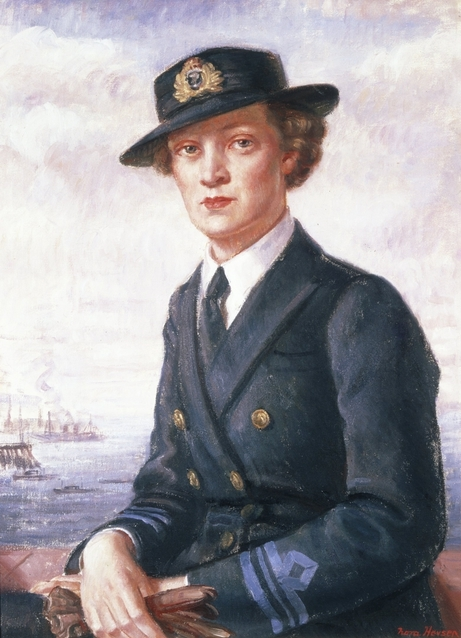
Sheila McClemans, peinte par Heysen, 1943.

Le 12 octobre 1943, elle devient la première femme à être nommée artiste de guerre australienne au grade de capitaine . « J'étais chargée de dépeindre l'effort de guerre des femmes. En cela, j'étais restreinte dans ce que je faisais. J'étais ainsi envoyée dans toutes les corporations, l'armée de l'air, la marine et l'armée, pour représenter les femmes travaillant à tout ce qu'elles faisaient pendant la guerre ». En 1944, elle est envoyée en Nouvelle-Guinée, puis sur les îles de Morotai et Borneo. Au cours de son service, Heysen a achevé plus de 170 œuvres d'art, dans des conditions parfois difficiles, du fait de l'itinérance et du climat. Elle est démise de ses fonctions en 1946.

## Style et réception de son œuvre
Dès son plus jeune âge et tout au long de sa carrière, elle peint de nombreux autoportraits, montrant des qualités d'introspection et une certaine confiance en soi, s'inspirant parfois d'artistes de la Renaissance ou de Vermeer.
Son style a souvent été critiqué par son père pour son traitement de « chaque fleur vue comme séparément ». Cette caractéristique est centrale dans son œuvre, illustrant ses tendances modernistes, la distinguant assez tôt de l’œuvre de son père.
Pendant son voyage en Europe, elle est influencée par Fantin-Latour et Lucien Pissarro qu'elle rencontre en 1935.
Un article de 1939 dans The Australian Women's Weekly a est publié avec le titre « La fille peintre qui a gagné le prix d'art est également bonne cuisinière ». Il énumère trois des recettes préférées de Heysen avec ses stratégies pour accomplir les devoirs domestiques et laisser le temps pour la peinture.
Le style de Nora Heysen a été qualifié de « réalisme académique ». Toutefois, elle évolue vers une approche impressionniste, cherchant à capturer la première impression d'une scène. Elle parvient à évoquer un sentiment d'immédiateté en animant sa toile de petits coups de pinceaux et par l'interaction de la lumière et des formes.
Elle a sa première exposition rétrospective en 1984 à la Old Clarendon Gallery en Australie du Sud, suivie par d'autres en 1989 à la National Trust SH Ervin Gallery à Sydney et en 2000 à la National Library of Australia à Canberra.
Une grande exposition rétrospective du travail de Nora Heysen et de son père, Hans et Nora Heysen: deux générations d'art australien, a été organisée par la National Gallery of Victoria de mars à juillet 2019. Pour l'occasion, le critique du Sydney Morning Herald, John McDonald, décrit la carrière de Nora Heysen comme une « histoire fracturée, entrecoupée », mais cela dans une « refonte populaire de la place du Heysen dans l'histoire de l'art locale. L'étoile de Nora s'est élevée tandis que celle de son père a décliné ». McDonald nomme comme œuvre phare de Nora sa nature morte, Eggs (1927) de la collection Hinton dans le musée régional d'art de la Nouvelle-Angleterre, et décrit sa Nature morte de coings (1933) de la même collection comme "peinte avec la précision d'un vieux maître ".
Les œuvres de Heysen sont actuellement conservées dans les collections de la National Gallery of Australia, de l' Australian War Memorial, de la National Library of Australia, de la National Portrait Gallery et dans plusieurs galeries d'État. En 2003, la Fondation Nora Heysen a été créée. Aujourd'hui, elle possède la plus grande collection de son travail en Australie et s'occupe de sa préservation et de sa promotion.
Son atelier dans la maison familiale Les Cèdres a été restauré, tout comme celui de son père, et est ouvert à la visite.

## Récompenses
En 1993, elle reçoit le prix du Conseil australien pour ses réalisations dans les arts et le 26 janvier 1998, elle est nommée membre de l'Ordre d'Australie.
- 1933: Prix Melrose du portrait
- 1938: Prix Archibald pour son portrait d'Adine Michele Elink Schuurman
- 1993: Prix du Conseil australien pour ses réalisations dans les arts
- 1998: Ordre d'Australie (AM)